# ناصر الجميل
ناصر الجميل هو كاهن كاثوليكي لبناني، ولد في 6 يناير 1951.